# Bambarge, Belgaum
Bambarge là một làng thuộc tehsil Belgaum, huyện Belgaum, bang Karnataka, Ấn Độ.